# E.L.E.2 (Extinction Level Event 2)
Extinction.Level.Event 2 (Anteriormente llamado The Chemo) es el noveno álbum de estudio del rapero Busta Rhymes. Fue lanzado el 6 de julio de 2010, como acordó Busta.

## Antecedentes
Pocos meses después del lanzamiento de Back, on My B.S. , Busta Rhymes dice que ha hecho un 80 por ciento en su próximo proyecto.
Es la primera vez que estoy anunciando el nombre del álbum. Es por sí misma. Estamos llegando a matar el cáncer en la música. No está tratando de ofender a nadie. Tenemos que restablecer el entendimiento de que la perspectiva de hip-hop es hacer la música que siempre se sintió innegable y sin precedentes y nos pusimos en una norma. Siento que empieza a ocurrir de nuevo con los gustos de la Raekwon Cuban Linx II , y un montón de proyectos están empezando a sentir como que están viniendo otra vez. Una gran cantidad de proyectos se siente como que nos recuerdan de lo que el hip-hop es en realidad supone que sienten y suenan.
Productor canadiense Boi-1DA está trabajando actualmente en el álbum.
En la alfombra roja de los premios Grammy 2010, Busta Rhymes tuvo una breve entrevista con Nick Cannon, donde declaró que el álbum sería lanzado el 4 de julio. Sin embargo, según un artículo publicado casi dos semanas después de HipHopDX.com, el álbum será lanzado el 6 de julio de 2010.
Busta Rhymes cambió el nombre del álbum de "The Chemo" a "Extinction.Level.Event 2", que fue enviada por su mánager Chris Lighty en Twitter y confirmada por Busta Rhymes a sí mismo a través de un re-tuit.